# Коефіцієнт витіснення нафти
Коефіцієнт витіснення нафти (рос. коэффициент вытеснения нефти; англ. displacement factor; нім. Flutfaktor m) — у нафтодобуванні: відношення об’єму нафти, витісненого після тривалого промивання з області пласта, зайнятої робочим агентом (водою, газом), до початкового вмісту нафти в цій же області (зразку породи).